# Großsteingrab Hohensasel
Das Großsteingrab Hohensasel ist eine megalithische Grabanlage der jungsteinzeitlichen Trichterbecherkultur bei Hohensasel, einem Ortsteil von Rantzau im Kreis Plön in Schleswig-Holstein. Es trägt die Sprockhoff-Nummer 214.

## Lage
Das Grab befindet sich nördlich von Hohensasel im Waldstück Wurth auf dem Gelände des Standortübungsplatzes Hohensasel. In der näheren Umgebung gibt es mehrere weitere Großsteingräber: 3 km südsüdöstlich liegt das Großsteingrab Sieversdorf und 3 km nordwestlich das Großsteingrab Rantzau.

## Beschreibung
Die Anlage besitzt eine nur noch in Resten erhaltene Hügelschüttung. Von der Grabkammer sind nur noch zwei Wandsteine, ein Deckstein und vielleicht ein Schwellenstein erhalten. Vermutlich handelte es sich um einen nordost-südwestlich orientierten (erweiterten?) Dolmen mit einem Zugang im Nordosten. Der Deckstein hat einen Durchmesser von 1,8 m und eine Dicke von 0,8 m. Er weist an seiner Oberseite mehrere Schälchen auf.